# Diacyclops cohabitatus
Diacyclops cohabitatus is een eenoogkreeftjessoort uit de familie van de Cyclopidae. De wetenschappelijke naam van de soort is voor het eerst geldig gepubliceerd in 1980 door Monchenko.